# Kornuty (góra)
Kornuty (830 m n.p.m.) – szczyt w Beskidzie Niskim, w paśmie Magury Wątkowskiej.
Na południowo-zachodnim zboczu zlokalizowany jest rezerwat przyrody Kornuty z Jaskinią Mroczną.
Piesze szlaki turystyczne:
- Męcina Wielka – Wapienne – Mały Ferdel (578 m n.p.m.) – Ferdel (648 m n.p.m.) – Barwinok (670 m n.p.m.) – Kornuty (830 m n.p.m.) – Wątkowa (846 m n.p.m.) – Magura (842 m n.p.m.)
- Folusz – Kornuty (830 m n.p.m.) (zbocze) – Bartne – Banica – Wołowiec